# ریتز-کارلتون هتل
ریتز-کارلتون هتل (انگلیسی: The Ritz-Carlton Hotel) شرکت هتل‌داری آمریکایی است، که در سال ۱۹۸۳ تأسیس شد و هم‌اکنون زیرمجموعه‌ای از شرکت ماریوت می‌باشد.